# 龙岩市铁路运输
福建省龙岩市境内有赣龙、漳龙坎、龙梅、龙厦四条铁路。另有龙岩站作为主要车站。

## 普速铁路

### 赣龙铁路
赣龙铁路自江西省赣州至福建省龙岩市，全长290.1千米。孙中山在《建国方略》中，就设想了修建这条铁路，他称之为赣闽线。从1914年开始，这条铁路多次勘测选线。赣龙铁路是福建省第四条出省铁路通道，为国家一级铁路。赣龙铁路从京九线上的江西赣州东站出岔，途经江西省赣县、于都、会昌、瑞金，福建省长汀、连城、上杭、龙岩新罗区，与漳龙线上的龙岩站接轨。全线由南昌铁路局管辖。赣龙铁路的复线建造现正规划中，工程预计会于2009年开始。

### 漳龙坎铁路
漳龙坎铁路自福建省漳平市至福建省永定县坎市，全长98千米。建于1958-1961年。是为为开发闽西南而建的铁路支线。沿线煤炭资源丰富，且有丰富和木材、毛竹资源。至今未实行电气化。

## 高速铁路

### 龙厦铁路
龙厦铁路自龙岩至厦门，线路全长约171公里，设计时速超过200公里/小时，定位为城际客运兼货运铁路功能，与福厦铁路和厦深铁路相匹配。龙厦铁路从龙岩站向南出发，经南靖、漳州，与鹰厦铁路交龙海站，再由龙海建复线到角美站，进入厦门。全线设龙岩、和溪、龙山、南靖、漳州南等5个车站。
2006年，龙厦铁路正式动工。预计2011年7月完成全线铺轨，11月完成联调联试，年底开通运行。

## 车站
| 赣龙铁路   |                        |                     |      |
| 车站       | 龙岩站起计里程（公里） | 连接铁路            | 备注 |
| 龙岩站     | 0                      | 漳龙坎铁路 龙厦铁路 |      |
| 上杭站     |                        |                     |      |
| 朋口站     |                        |                     |      |
| 冠豸山站   |                        |                     |      |
| 河田站     |                        |                     |      |
| 长汀站     |                        |                     |      |
| 漳龙坎铁路 |                        |                     |      |
| 车站       | 漳平站起计里程（公里） | 连接铁路            | 位置 |
| 漳平站     | 0                      | 鹰厦铁路            |      |
| 苏坂站     | 22                     |                     |      |
| 坂尾站     | 34                     |                     |      |
| 雁石站     | 40                     |                     |      |
| 龙岩站     | 68                     | 赣龙铁路 龙厦铁路   |      |
| 富岭站     | 90                     |                     |      |
| 坎市站     | 98                     | 梅坎铁路            |      |

### 龙岩站
站址在福建省龙岩市大洋村人民西路。建于1961年。隶属南昌铁路局福州办事处（原上海铁路局福州铁路分局）管辖。现为二等站。
办理旅客乘降；行李、包裹托运,整车、零担货物发到。  　 　 　 　 　 

### 长汀站
站址在福建省龙岩市长汀县汀州镇。 

### 上杭站
站址在福建省龙岩市上杭县蛟洋镇坪埔村。

### 永定站
站址在福建省龙岩市永定区凤城镇。 

### 漳平站
站址在福建省漳平市外环东路。

### 冠豸山站
站址在福建省龙岩市连城县朋口镇。

### 龙岩东站
站址在福建省龙岩市登高东路。

### 雁石站
站址在福建省龙岩市新罗区雁石镇礼邦村。

### 小池站
站址在福建省龙岩市新罗区小池镇。

### 坎市站
站址在福建省龙岩市永定区坎市镇。

### 苹林站
站址在福建省龙岩市新罗区铁山镇苹林村。

### 坂尾站
站址在福建省龙岩市新罗区雁石镇坂尾村。

### 富岭站
站址在福建省龙岩市永定区高陂镇富岭村。

### 大深站
站址在福建省漳平市芦芝镇大深村。

### 红炭山站
站址在福建省龙岩市新罗区红坊镇。

### 麦园站
站址在福建省漳平市新桥镇碧灵南路101号。